# Астраханский поход (1919)
Астраханский поход частей ВСЮР — был предпринят в июне — июле 1919 во время Июньского наступления Деникина.

## Астраханское направление
После взятия последней крупной базы красных на Северном Кавказе — Кизляра (6.02.1919), белые части начали продвижение на север по двум направлениям. От Кизляра наступал Приморский отряд генерала Д. П. Драценко (16-й терский пластунский батальон, 1-я бригада 4-й Терской казачьей дивизии, 1-я Терская конная и 1-я Терская пластунская гаубичная батареи). Свято-Крестовский отряд (1-я бригада 3-й Терской казачьей дивизии, 6-я и 8-я Терские конные батареи) генерала Н. А. Киленина продвигался из Святого Креста.
Долгое время крупных столкновений не происходило. К середине апреля белые заняли село Чёрный Рынок и посёлок Лагань, выйдя на линию Лагань — Карантинное — Яндыки — Промысловка — Оленичево. 10 мая 2-й Сунженско-Владикавказский полк из состава отряда Киленина, проделав 200-вёрстный марш по степи (переходами по 60—70 вёрст), захватил красную базу в посёлке Яшкуль, где была взята значительная добыча. Красные частью были уничтожены, частью отступили к Астрахани. В плен попали несколько комиссаров. В тот же день Приморский и Свято-Крестовский отряды были соединены, обоазовав Астраханский отряд.
Большевики обороняли Астрахань силами образованной 13 марта 1919 11-й отдельной армии (34-я стрелковая и 7-я кавалерийская дивизии), располагавшейся в районе Астрахани — Чёрного Яра и проводившую боевую разведку на Чёрный Рынок — Кизляр, Величаевское — Святой Крест, Яшкуль и на восток в направлении Гурьева. Для активных действий её сил было недостаточно, так как основную ударную силу этого соединения, 33-ю стрелковую дивизию, по настоянию Ленина перебросили на подавление Вешенского восстания. Из-за ухудшения обстановки на фронте 10-й армии и созданной Врангелем угрозы её флангу главком И. И. Вацетис 23 мая подчинил 11-ю армию Южному фронту, а 10 июня она была расформирована с передачей частей в состав 10-й, где из них была образована Астраханская группа войск, имевшая задачей оборону Нижней Волги на участке Чёрный Яр — Астрахань, удержание Северного Прикаспия и недопущение переправы деникинцев на левый берег Волги, где те могли бы соединиться с уральскими казаками. Красные постарались превратить Астрахань в «неприступную крепость», окружённую полевыми укреплениями и проволочными заграждениями. На земляные работы под руководством военкома П. П. Чугунова были согнаны тычячи мужчин и женщин. Ленин направил астраханцам дополнительное снаряжение и технику, в том числе пять самолётов.

## Степной Астраханский поход
2 июня Деникин направил командующему войсками Терско-Дагестанского края генералу И. Г. Эрдели директиву с приказом овладеть Астраханью, назначив его главноначальствующим Терским и Астраханским краем. 6-го, продвигаясь берегом Каспия, терские части разбили противника к западу от станицы Серебряковой, овладев этим населённым пунктом. Большевики частью были изрублены, частью бежали на остров Верюзинский. Наступая в Кумском районе, терцы продвинулись на 50 вёрст к востоку от села Величаевского и очистили район от красных. Была занята станция Джанкой в 125 верстах от Астрахани.
В Святом Кресте к июню была сформирована Чеченская конная дивизия генерала А. П. Ревишина в составе трёх полков «довольно большого четырёхэскадронного состава, при полковых пулемётных командах». 12 июня эта часть выступила из Величаевского на соединение с группой Драценко. Войска двигались двумя параллельными колоннами с интервалами в полторы — две версты. По словам описавшего этот марш ротмистра Д. Л. Де Витта, Степной Астраханский поход был «чрезвычайно трудный по условиям для больших конных масс».

…путь лежал через пункты, обозначенные на карте, но на местности в действительности отсутствующие, как-то: Артезианский колодец, Цимбу-Гайдукская и проч. Сплошные пески на сотни верст, без дорог, почти без растительности и воды, представляли собой какое-то мертвое море песка, с одинаковым ландшафтом, как сегoдня и завтра, так и через неделю почти беспрерывного движения. Единственное, что мы встречали в пути — это раздутые, разложившиеся трупы лошадей и верблюдов — следы отхода красных после разгрома их на Северном Кавказе. Неисчислимое количество змей и ящериц проползало под ногами лошадей; изредка на горизонте проносился табун диких лошадей. Раза два за весь поход мы встретили юрты бродячих калмыков. Это несчастное племя скиталось по пескам со всем своим несложным скарбом и скотом, жестоко страдая и от красных, и от чеченцев, которые не прочь были ограбить его в пути, если офицер недосмотрит вовремя.— Де Витт Д. Л. Из воспоминаний о службе в Чеченской конной дивизии. — С. 129
После изнурительного семидневного марша части Ревишина к вечеру 18-го, опрокинув заслоны красных, вышли к деревням Терновской и Благодатной, расположенным на берегу большого озера. Туда же из Кизляра подошла дивизия Киленина (6 сотен Сунженско-Владикавказского казачьего полка и 8 сотен 1-го и 2-го Кизляро-Гребенского казачьих полков, при 6-й и 8-й Терских конных батареях). Драценко принял командование образовавшимся сводным отрядом, силы которого красные определяют в три тысячи штыков и сабель.

## Бой под Оленичевым
Первый серьёзный бой на астраханском направлении произошёл 19 июня у деревни Оленичево, в 150 километрах к юго-западу от Астрахани, где отряд Драценко атаковал крупные силы красной пехоты при 6—8 орудиях и множестве пулемётов и части 7-й кавалерийской дивизии. В двухстах шагах перед деревней большевики вырыли ряд неглубоких окопов, а 37-й и 38-й кавалерийские полки прикрывали Оленичево с флангов. Главные силы белых: 1-й и 2-й Кизляро-Гребенские казачьи полки, 6-я и 8-я батарея и три полка Чеченской конной дивизии подошли к деревне и заняли позицию у холмов. 6-я конная батарея обошла походную колонну слева по пескам, и, карьером вылетев на позицию, открыла по деревне беглый огонь. Четыре сотни сунженцев, спешившись, повели атаку цепью вниз по склону холмов при поддержке артиллерийского огня. Две сотни асадников Чеченской дивизии в качестве авангарда в конном строю встали уступом за правым флангом. Красные открыли сильный ответный огонь, но их снаряды рвались слишком высоко, не причиняя вреда укрывшемуся за холмами противнику.
Четыре эскадрона красных сумели незаметно обойти неприятеля слева и попытались ударить по колонне главных сил, но командир бригады генерал Н. Ф. О’Рем бросил им навстречу 3-й Чеченский конный полк, кapьepом выскочивший из колонны и развернувшийся для атаки. Красные не приняли удара и, развернувшись, умчались в степь.
Красные остановили наступление сунженцев на подступах к деревне сильным огнём и казакам пришлось окопаться. Главные силы маневрировали, прикрываясь холмами и ложбинами, создававшими мёртвые зоны, ииэ выискивали наиболее выгодную позицию для перехода к общей атаке. Тем временем авангард несколько часов вёл безрезультатный бой, пока около трёх часов дня к месту сражения не прибыл Драценко, приказавший 1-му и 3-му Чеченским конным полкам, и 1-му и 2-му Кизляро-Гребенским полкам, под общим командованием Ревишина атаковать деревню, разбить противника и отрезать ему отступление к Промысловке, путь на которое прикрывала красная кавалерия с двумя броневиками. 2-й Чеченский конный полк был оставлен в резерве.
Войска приняли следующую диспозицию для атаки: четыре сотни сунженцев, окопавшись по обе стороны от пути наступления, вели перестрелку с красными, за ними уступом на правом фланге за холмом стояли ещё две сотни из их полка в конном строю. Ещё дальше, прикрытая складками местности, располагалась 6-я Терская конная батарея, продолжавшая обстрел деревни. Слева от дороги, рассыпавшись в лаву, скрытно встали четыре эскадрона 3-го Чеченского конного полка, сразу за ними 8-я Терская конная батарея, которая должна была взять деревню под перекрёстный огонь. Левее, за полувысохшей речкой и холмами, перекрыв дорогу на Промысловку, расположились 1-й и 2-й Кизляро-Гребенские казачьи полки,  задачей которых была атака конницы красных и перехват отступающих большевистских частей. Значительно левее, на глубокий перехват дороги на Промысловку, в десяти верстах от Оленичево, был послан 1-й Чеченский конный полк. Всего для общей атаки было назначено шесть конных полков и две конных батареи с одним конным полком в резерве.
По распоряжению Ревишина атаку в половине седьмого начал 3-й Чеченский конный полк, которому предстояло пройти около полутора вёрст. По выходе чеченской лавы на стрелковую линию сунженцев казакам должны были подать лошадей для присоединения к общей атаке и охвата деревни справа, с юго-востока. 1-й и 2-й Кизляро-Гребенской полки должны были выступить через пять минут после чеченцев. Заметив движение противника, красные открыли сильный артиллерийский и пулемётный огонь, а чеченцы замешкались, наткнувшись на два пересохших русла. Видя, что авангард остановился и несёт большие потери, Ревишин приказал штабс-ротмистру Де Витту поддержать атаку эскадроном 2-го Чеченского, а затем подоспели кизляро-гребенцы. Опрокинув красную пехоту, 3-й Чеченский овладел линией окопов и на плечах бегущих ворвался в деревню, после чего всадники выскочили на окраину, где снова выстроились в боевой порядок. Увидев, что красная конница атакует левый фланг деникинцев, они едва не бросились бежать, но положение спасло прибытие сунженцев, обошедших деревню справа и ударивших по противнику в лоб. Чеченцы их поддержали и произошёл встречный кавалерийский бой, «причём казаки рубили прекрасно, чеченцы же, не веря в удар своей шашки, стреляли прямо с коня в упор». Красные не выдержали удара и обратились в бегство.
После взятия деревни чеченцы поймали комиссара-матроса, которого привязали к стулу и медленно прикончили кинжалами. По словам Де Витта, среди множества убитых большевиков, выложенных в ряд в поле за окраиной, ему попались двое в матросской форме и человек шесть китайцев. Героем дня у белых стал штабс-ротмистр 3-го Чеченского Бухалов, собственноручно зарубивший семерых красных и на следующий день во время завтрака в офицерском собрании с гордостью показывавший свои синие рейтузы в кровавых пятнах и шашку, с которой он поклялся не смывать «подлую кровь».
Части, посланные на перехват отступавших красных, со своей задачей не справились. 1-Чеченский полк, состоявший из необстрелянных бойцов, ещё утром потерял связь со штабом дивизии, в течение дня четырежды безуспешно атаковал красных, после чего был отброшен неприятельской кавалерией и рассеялся. К утру удалось собрать едва половину всадников, остальные дезертировали. Кизляро-гребенцы лихой атакой выбили красных из окопов у дороги на Промысловку, но затем, не выставив никакого заслона, бросились преследовать противника по широкому фронту, дойдя до береговых плавней. Красные воспользовались этим и под прикрытием двух броневиков и нескольких эскадронов, без труда отвели свои части к Промысловке. Де Витт считает ошибкой то, что Драценко потратил большую часть дня на перемещение частей для занятия более выгодных позиций и в результате начал атаку вечером, когда в степи уже темнело. В таких условиях даже слаженные действия полков не дали бы времени для развития успеха.
В 1-м и 3-м Чеченских полках были убиты 2 офицера и 6 ранены, чеченцев было убито 92 и около полутора сотен ранено, также было убито и ранено около двухсот лошадей. Потери казаков также были велики.

## Взятие Михайловки и Караванного
22 июня части Драценко выступили из Оленичево Кизляро-Астраханским трактом вдоль берега Каспийского моря, заняли оставленную красными Промысловку, затем Яндыки, куда подошли две сотни пластунов, доставленных морем. На рассвете следующего дня авангард из пластунов и спешенного 2-го Чеченского конного полка под прикрытием двух казачьих батарей атаковал подступы к Михайловке. За флангом атакующих уступом была собрана вся конница. Из-за болезни генерала Ревишина передовой отряд временно возглавлял командир бригады генерал Н. Ф. О’Рем.
После сильной перестрелки пластуны взяли почти всю деревню, оттеснив красных к реке, но попытка рассечь их расположение, взяв  широкий деревянный мoст, не удалась, так как большевики яростным пулемётным огнём с господствующего противоположного берега отбивали все попытки пластунов и чеченцев 2-го полка взять предмостный окоп. О’Рем приказал для усиления атакующей цепи спешить 1-й Кизляро-Гребенский полк, но командир терцев вызвался взять мост конной атакой. Когда казаки взводной колонной внезапно выскочили к мосту, большевики уже начали его поджигать. При поддержке артиллерии, громившей позиции противника на противоположном берегу, терцы под сильным обстрелом в конном строю захватили мост, после чего устремились вверх по береговому склону. Выбив красных из окопов, казаки изрубили их на месте, а затем преследовали бежавшего противника. Большевики не имели второй линии обороны и, отступая шесть или семь вёрст по открытой местности, понесли большие потери. По словам Де Витта, «Конная атака кизляро-гребенцов, одного из старейших полков нашей Императорской армии, через пылающий мост и их жестокая рубка — это была красота, не забываемая всю жизнь».
О’Рем направил Чеченскую дивизию атаковать следующий опорный пункт красных — расположенное в восьми верстах село Караванное. 2-й Чеченский конный полк шёл в авангарде, 3-й, остатки 1-го и 6-я терская батарея составляли главные силы. 2-й Чеченский, спешившись, наступал по фронту, а 3-й обошёл село слева и, развернувшись в лаву, неожиданно ударил по красным с правого фланга и ворвался в Караванное, «рубя и расстреливая, прямо с коня, по чеченскому обычаю», бегущего противника. В плен был взят раненый начальник красной пехотной дивизии, бывший русский капитан. В двух боях 22 июня в Чеченской дивизии было ранено 4 офицера и около 30 всадников, 6 чеченцев убито; у Караванного подобрали 124 трупа красных и около 200 человек было взято в плен. Вечером село было занято Кизляро-Гребенской бригадой, а чеченцев отвели в Михайловку.

## Контрнаступление красных
В ночь на 25 июня казачьи разъезды стали доносить о приближении крупных сил красных. От действовавшего значительно севернее на Астраханском направлении Яшкульского отряда была получена информация о подготовке большевиками морского десанта на лёгких плоскодонных катерах в тылу отряда Драценко с целью перерезать у деревни Татарка Астраханский тракт, служивший белым единственной коммуникацией.
24-го терцы были выбиты из Караванного и под покровом темноты отступили в Михайловку. Утром следующего дня Драценко приказал Казачьей бригаде и пластунам вернуть Караванное и наступать на север по Астраханскому тракту, чтобы вечером занять село Басы. Чеченская конная дивизия была выдвинута на 8—10 вёрст к востоку и заняла район Татарской, чтобы наблюдать за морским берегом, обеспечивая правый фланг и тыл  казаков. В двух верстах от берега белые попали под сильный обстрел тяжёлой морской артиллерии, «производившей на чеченцев удручающее моральное впечатление». Два красных аэроплана сбросили несколько бомб. Спешившись, 2-й Чеченский полк заставил начавший высадку вражеский десант погрузиться обратно на баржи, которые были оттянуты от берега лёгкими буксирными катерами. Малая глубина в районе Волжской дельты не позволяла канонеркам и миноносцам белой Каспийской флотилии оказать помощь войскам на побережье, тогда как красные, поставив орудия на плоты, почти беспрепятственно подходили к самому берегу. Их противник располагал только пулемётами и четырьмя лёгкими конными орудиями.
Терцы снова овладели Караванным и подошли к Басам, в 70 километрах к юго-западу от Астрахани. Командование Астраханской группы войск красных перебросило на помощь этому пункту, обороняемому полками 7-й кавалерийской дивизии и 298-м полком 34-й стрелковой дивизии, пехотно-командные курсы, батальон из рабочих, отряд Особого назначения, лёгкий артиллерийский дивизион, отряды моряков, студентов и другие части. Терцы дважды атаковали сильно укреплённые позиции красных, но лихой контратакой 37-го и 38-го конных полков части Драценко, обходившие село с севера, были отброшены. 27 июня красные сосредоточили у Басов основные силы и на следующий день перешли в наступление. Курсанты Астраханских курсов краскомов вместе с 298-м стрелковым полком, батальонами рабочих и моряков, и отрядом Особого назначения при поддержке ураганного артиллерийского и пулемётного огня атаковали части Драценко по фронту, а 37-й и 38-й конные полки нанесли удар с правого фланга пехоты. Белые с большими потерями (особенно тяжёлыми у сунженцев) откатились к Яндыкам.
Чеченская конная дивизия, спешившись, окопалась на побережье. 27-го большевики дважды пытались высадить десант под прикрытием артиллерии, беспрерывно бившей по площадям. Белые дважды отгоняли баржи противника орудийным огнём, вечером на помощь чеченцам подошли пластуны, прямо с марша введённые в бой. Около шести вечера красным удалось сбить чеченские аванпосты и начать высадку в двух пунктах, но пластуны отбросили неприятеля яростной штыковой атакой, взяв сотню пленных. При этом погиб их командир есаул Созонов. Утром 28-го артиллерийский огонь красных достиг такой силы, что чеченцы не выдержали и начали отходить. В это время терцы, оставив Караванную, отступали к Михайловке, откуда началась спешная эвакуация большого количества скопившихся там раненых. В шесть утра красные высадили на побережье крупный десант и через час противник начал отход на Яндыки, где Чеченская дивизия должна была образовать арьергард отряда. Голодные и усталые чеченцы по ночам начали дезертировать десятками.

## Разгром под Яндыками
29-го чеченцы, два полка кизляро-гребенцев и пластуны при поддержке двух Терских конных батарей сдерживали продвижение красных от Караванного к Яндыкам, которые спешно покидали жители, до этого радостно встречавшие белых и теперь опасавшиеся расправы. 30-го на фронте было затишье; в тот же день на подмогу Драценко прибыл 5-й Александрийский гусарский полк в составе шести эскадронов, набранных из кумыков. 1 июля большевики начали обстрел Яндык. На правом флангe обороны белых стояли спешенные полки кизляро-гребенцев, за ними в неглубоких окопах поперёк дороги заняли позицию две роты пластунов, к которым примыкали спешенные чеченские подразделения: 3-й и остатки 1-го полка. Левее и уступом немного вперёд встал 2-й Чеченский полк. Обе конные батареи расположились на окраине деревни сразу за пластунами. В резерве у генерала Драценко было всего 4 эскадрона александрийцев, но и те, по просьбе Ревишина, были скрытно расположены в деревне среди громадных фруктовых садов.
Около семи утра красные начали атаки. Первую пехотную цепь отразили артиллерийским и пулемётным огнём, но вторую поддержали четыре эскадрона красной конницы, зашедшие во фланг кизляро-гребенцев. Оказавшись под ударом с двух сторон, казаки бросились к лошадям, но красная кавалерия их настигла, сбила в кучу и рубила, не дав взобраться в седло. Уцелевшие разбежались в разные стороны. Пластуны, лишившись поддержки справа, бросили позицию и бежали в деревню, оставив на произвол судьбы батареи. Те храбро оборонялись, переходя на картечь, и, остановив красных, снимались и уносились галопом. Из восьми орудий большевикам удалось взять одно, прислуга которого была изрублена. Ревишин приказал александрийцам атаковать левый фланг красных, но гусары, не закончив развёртывание и видя с фронта и фланга красную лаву, повернули назад. Чеченцы начали отступление самостоятельно.
По словам Де Витта, картина панического бегства белых была ужасной: «часто по два человека сидели на одной лошади. Я сам видел, как в седле сидел казак, на крупе его лошади — пластун, а два других пеших, уцепившись для лёгкости бега руками за хвост его лошади, неслись общей кавалькадой вдоль улицы». Раненые были брошены на улицах, где их топтали лошадями. Заняв деревню, красные не преследовали противника, что позволило Драценко уже через час сформировать новую линию обороны за песчаными холмами в трёх верстах от села, прикрывая дорогу на Промысловку, где находились все обозы и раненые.
Около полудня конная лава красных продолжила наступление, но была отогнана сильным сосредоточенным огнём чеченских полков, по очереди отходивших в направлении на Промысловку, занимая позицию, усиленную пластунами. Чтобы замедлить продвижение противника белые бросили в конную атаку на Яндыково свою последнюю, сохранившую почти полный состав часть — 2-й Чеченский полк. Отчаянная атака чеченцев, ворвавшихся в село, заставила красных прекратить наступление, но не имевший поддержки отряд был вскоре выбит из Яндыкова и отступил, расстреливаемый из пулемётов в спину. Атака 2-го Чеченского позволила белым отойти к Оленичеву, но полк потерял в арьергардном бою больше трети личного состава, а все офицеры, кроме двух, получили ранения.

## Бои у Оленичева. Отступление белых
2 июля стало известно о взятии Царицына Врангелем, а на помощь Драценко морем был переброшен восстановленный 84-й Ширванский пехотный полк в составе 12 рот. Эта часть была сформирована из пленных красноармейцев, при которых находились две офицерские роты и пулемётная команда. Вечером 5 июля красные повели атаку на Оленичево, но брошенные обход их правого фланга остатки 1-го и 2-го Кизляро-Гребенского полков, Александрийских гусар и 3-го Чеченского конного полка опрокинули наступавшую пехоту и отбросили её к плавням. Ширванцы поддержали атаку, взяв у противника 12 пулемётов и полсотни пленных. Белые потеряли убитыми одного офицера и восьмерых пехотинцев. 6-го с утра красные снова атаковали, пытаясь сковать перестрелкой фронт противника и, обойдя его левый фланг, прижать отряд к морю. Наступление было отражено орудийным огнём. Чтобы предотвратить эту угрозу Драценко разместил уступом за левым флангом кизляро-гребенцев и 2-й Чеченский конный полк.
7-го происходили небольшие перестрелки, а на следующий день утром ширванцы при поддержке пластунов перешли в наступление на центральном участке, по обе стороны дороги, тотчас же сбили красных и продвинулись на две версты. Конный уступ на левом фланге также выдвинулся вперёд, но около десяти утра крупные силы красной кавалерии обошли его с фланга и частично вышли в тыл. Потеряв командира Терской бригады полковника Соколова, получившего смертельное ранение, белая конница отошла, оголив фланг ширванцев. Оказавшись под угрозой окружения, те начали срывать погоны и массово сдаваться в плен. Две роты разоружили своих офицеров и сдали их противнику. Офицерские роты Ширванского полка и пластуны открыли огонь по сдающимся, но в это время на них самих с обоих флангов бросились со штыками рядовые, составившие заговор. Понеся громадные потери, остатки офицерских рот начали спешное отступление. Bcе семь рот ширванцев, составлявшие авангард, перешли к красным и от всего полка остались три роты, находившиеся в резерве.
От полного разгрома Астраханский отряд спасли терские конные батареи, остановившие беглым огнём и картечью хлынувшую в образовавшийся прорыв красную конницу. Вечером отряд отошёл на линию Терновское озеро — деревня Благодатное, но не смог там закрепиться и ночью продолжил отступление, опасаясь высадки десанта в тылу. Пройдя за ночь 45 вёрст, белые на рассвете 9 июля вышли к деревне Алабуджинской и после короткого отдыха продолжили марш, пытаясь оторваться от преследования. Проделав до наступления темноты ещё 54 версты, войска стали на привал у Белого озера. На рассвете 10-го они продолжили отход. Около двух часов красные атаковали замыкавшую колонну терскую бригаду, но казаки во встречном арьергардном бою опрокинули противника шашечным ударом и взяли три десятка пленных. Чтобы ускорить отход Драценко посадил ширванцев и пластунов на обывательские подводы и ещё после 60 вёрст ночью 11-го части подошли к селению Улус, где остаток ширванцев был разоружён и в основном раскассирован по обозам различных частей. 30 человек арестовали и увезли под сильным конвоем, а 50 добровольцев были зачислены к пластунам. Продолжив отступление, Драценко 12 июля достиг станицы Серебряковской и деревни Берюзянь, где части начали приводить себя в порядок. Чеченские полки были сведены в
1—2 эскадрона, и от всей дивизии в строю осталось едва 250—300 шашек.
26 июля, пройдя около 60 вёрст остатки дивизии перешли в Чёрный Рынок, 29-го, проделав ещё около 40 вёрст, прибыли в село Раздольное, а 30-го в Кизляр, откуда поездом были направлены для нового формирования в Ставрополь. Новое наступление отряда Драценко на Астрахань в июле — августе было ещё менее удачным, чем предыдущее, хотя и поддерживалось врангелевскими частями и уральскими казаками.
ВЦИК РСФСР наградил отличившиеся в бою под Басами 37-й и 38-й кавалерийские полки, состоявшие, в основном, из кубанцев, ставропольцев и терцев, почётным революционным Красным знаменем. Орденами Красного Знамени были награждены комиссар 7-й кавалерийской дивизии И. Ф. Сергунин, комбриг Н. И. Сабельников, командир 37-го полка М. Н. Абраменко и другие.

## Комментарии
1. ↑  Де Витт пишет, что в эмиграции этот герой белой борьбы все больше левел, примкнул к сменовеховцам и был в 1942 расстрелян немцами в Париже